# نه و نیم هفته
نه و نیم هفته (انگلیسی: 9½ Weeks) فیلمی در ژانر اروتیک، رمانتیک و درام به کارگردانی آدریان لین است که در سال ۱۹۸۶ منتشر شد. این فیلم بر اساس رویدادنامه‌ای به همین نام نوشته نویسنده اتریشی-آمریکایی اینگبورگ دی ساخته شده است.

## داستان فیلم
الیزابت مک‌گرا، کارمند جوان یک گالری هنری در منطقه سوهو، در یک فروشگاه مواد غذایی چینی با جان گری، یک سرمایه‌گذار وال‌استریت، آشنا می‌شود و بعدها در بازار دست‌دوم‌ها نیز او را می‌بیند، جایی که جان برای او یک شال گران‌قیمت می‌خرد. آن‌ها رابطه‌ای عاشقانه آغاز می‌کنند، اما رفتار عجیب جان باعث نگرانی الیزابت می‌شود. او کم‌کم متوجه کنترل شدید جان بر زندگی خود می‌شود، از انتخاب لباس و غذا گرفته تا عادات روزمره.
الیزابت می‌خواهد جان را به دوستانش معرفی کند، اما او فقط شب‌ها او را می‌بیند و توصیه می‌کند که روزها با دوستانش ملاقات کند. یک شب که تنها در آپارتمان جان است، تصویری از او با زنی دیگر به نام آوریل توور پیدا می‌کند. وقتی جان تماس می‌گیرد و می‌پرسد که آیا وسایلش را دیده، الیزابت صادقانه پاسخ می‌دهد و این باعث تنش میان آن‌ها می‌شود. با وجود مشکلات و رفتار کنترل‌کننده جان، الیزابت همچنان به او دل می‌بندد و رابطه آن‌ها شدت می‌گیرد.
جان بر همه جنبه‌های زندگی الیزابت تسلط پیدا می‌کند و او به تدریج حس استقلال خود را از دست می‌دهد. او حتی برای نشان دادن علاقه، به دنبال جان به محل کار می‌رود و ناهار برای او می‌آورد. جان الیزابت را تشویق می‌کند تا در موقعیت‌هایی که خارج از راحتی اوست، شرکت کند، مانند حضور در بارها با لباس‌های غیرمعمول و شرکت در بازی‌های قدرت و تسلط. این روابط، هرچند پیچیده و گاه خطرناک، باعث می‌شود الیزابت وابستگی عاطفی بیشتری به جان پیدا کند.
در محیط کار، الیزابت آرام و درون‌گرا می‌شود و ذهنش به همسر سابقش بروس معطوف می‌شود، که اکنون با همکار و هم‌خانه‌اش مِولی رابطه دارد. او برای بازدید از یک هنرمند سالخورده به حومه شهر سفر می‌کند تا فرصتی برای نمایش آثار او فراهم کند.
رابطه الیزابت و جان در اجتماع و فعالیت‌های روزمره نیز ادامه پیدا می‌کند، اما در نهایت، پس از تجربه‌های پیچیده و احساسات متناقض، الیزابت تصمیم می‌گیرد استقلال خود را بازپس گیرد. وقتی او قصد ترک جان را دارد، جان تلاش می‌کند با بیان احساسات و داستان زندگی‌اش او را متقاعد کند که بماند، اما الیزابت با آگاهی از پایان رابطه، راه خود را در خیابان‌های شلوغ پیش می‌گیرد و با گریه، از او دور می‌شود.

## بازیگران
- کیم بسینگر
- میکی رورک
- مارگارت ویتون
- کریستین برنسکی
- کارن یونگ
- دیوید مارگولیس
- هلن هنف